# Aminata Gueye (femme politique)
Pour les articles homonymes, voir Aminata Gueye et Gueye.
Aminata Gueye est une femme politique sénégalaise, née le 2 janvier 1981 à Saint-Louis.

## Biographie

### Enfance et études
Amianta Gueye est la fille de parents peuls. Elle étudie au lycée de jeunes filles Ameth-Fall puis la sociologie à l'université Gaston-Berger. Elle possède un master en ingénierie du développement local.

### Carrière politique
Aminata Gueye, membre du parti Alliance pour la République, se présente dans la liste départementale de Saint-Louis de la coalition Unis par l'espoir lors des élections législatives de 2012, et est élue députée. Le premier jour de son mandat à l'Assemblée nationale se déroule dans la confusion, sa place ayant été occupée par une homonyme militante de l'APR née en 1956 à Kaolack,. Elle est réélue sur la liste nationale de la coalition Unis pour l'espoir aux élections législatives de 2017 et de 2022.